# 陈幼平
陈幼平（1956年—），汉族，中华人民共和国政治人物、第十一届全国政协委员。
加入中国民主同盟，担任民盟中央委员、副秘书长、组织部部长。2008年，当选第十一届全国政协委员，代表中国民主同盟，分入第六组。